# Hvidovre Ishockey Klub
Hvidovre Ishockey Klub (HvIK) er en ishockeyklub hjemmehørende i Frihedens Idrætscenter i Hvidovre. Klubben blev grundlagt den 22. januar 1966.
Klubben er især kendt for sit kvindehold, som siden slutningen af 2000'erne har været blandt Danmarks bedste, og som i perioden 2011-24 har vundet ni danmarksmesterskaber. Holdet har siden 2015 sideløbende med den danske turnering ligeledes deltaget i den svenske liga. Og i to sæsoner har klubben endvidere været repræsenteret med et hold i EWHL.
På herresiden er klubben formentlig mest kendt for, at mindst tre af klubbens elitesatsninger igennem tiden er kuldsejlet på grund af økonomiske problemer, senest Hvidovre Fighters i 2018. Klubbens bedste resultat ved DM i ishockey for mænd er fjerdepladsen fra sæsonen 1995-96, hvor klubben tabte bronzekampen til Herning IK med 0-2 i kampe. I samme sæson var klubben endvidere for første og hidtil eneste gang i pokalfinalen, hvor det også blev til nederlag til Herning IK.
Hvidovre Ishockey Klub har siden 2017 haft et samarbejde med Brøndby Idrætsefterskole, hvor eleverne på skolens ishockeylinje til dagligt træner i HvIK-regi og har mulighed for at spille kampe på klubbens U17-, U20- eller 1. divisionshold. Klubben samarbejder endvidere med Rødovre Gymnasium, hvor elever på eliteidrætsordningen har mulighed for at træne ishockey i Hvidovre Ishockey Klub.

## Historie

### Mænd
Klubben debuterede i den bedste danske række (daværende 1. division) i sæsonen 1970-71, hvor holdet imidlertid sluttede på sidstepladsen og derfor rykkede direkte ned i 2. division igen. I 1975 vendte holdet tilbage til 1. division, hvor det i sæsonen 1975-76 igen blev til en sidsteplads, men holdet rykkede denne gang ikke ned, eftersom det klarede skærene i det i mellemtiden indførte nedrykningsspil. I 1976-77 forbedrede man sig til en 8.-plads i ligaen men rykkede alligevel ned, da ligaen blev reduceret fra 10 til 8 hold.
Efter to sæsoner i 2. division vendte klubben tilbage til 1. division igen i 1979. Men igen sluttede Hvidovre IK på sidstepladsen i divisionen og måtte tage endnu en tur ned i 2. division.
Først i 1993 vendte Hvidovre IK igen tilbage til den bedste danske række, der nu hed Eliteserien. Men denne gang blev opholdet af længere varighed end tidligere, for klubben formåede at holde sin plads i ligaen i seks sæsoner i træk. I den første sæson sluttede holdet på 7.-pladsen, blot én placering fra slutspillet. I 1995-96 opnåede holdet sin bedste grundspilplacering gennem tiden med en 4.-plads og kvalificerede sig dermed til slutspillet for første gang i klubbens historie. Holdet endte også slutspillet som nr. 4 efter at have tabt bronzekampen til Herning IK med 2-0 i kampe. I det hele taget var sæsonen 1995-96 et højdepunkt i klubbens historie, for i den sæson lykkedes det også for hidtil eneste gang at kvalificere sig til pokalfinalen – en kamp der dog blev tabt med 9-3 til Herning IK.
I 1996-97 var Hvidovre IK igen med i slutspillet men tabte til Esbjerg IK med 3-0 i kampe. Året efter missede klubben slutspillet, men den var tilbage igen i 1998-99, hvor det dog igen blev til nederlag i kvartfinalespillet. Efter sæsonen måtte klubben forlade Superisligaen. Den vendte imidlertid tilbage i sæsonen 2001-02, hvor det igen blev til exit i kvartfinalespillet, og den efterfølgende sæson måtte klubben forlade ligaen i januar, fordi den gik konkurs.
Derfor måtte Hvidovre IK igen starte forfra i 1. division, hvor den langsomt opnåede bedre og bedre resultater for hver sæson. Den første sæson opnåede klubben en kvartfinaleplads. Den anden sæson blev holdet slået ud i semifinalerne, og i den tredje sæson tabte Hvidovre i finalen til Herning IK med 2-1 i kampe. I sæsonen 2006-07 vandt klubben (under navnet Hvidovre Wolves) 1. divisionstitlen ved at besejre Århus Crocodiles i finalen med 2-1 i kampe og søgte efterfølgende licens til at vende tilbage til Superisligaen, og ansøgningen blev imødekommet af Danmarks Ishockey Union.
I perioden 2007-2009 fungerede Totempo HvIK som klubbens eliteoverbygning i Superisligaen. I sæsonen 2007-08 tabte holdet i kvartfinalen med 4-3 i kampe til Herning Blue Fox, mens holdet gik konkurs i løbet af den efterfølgende sæson. I sæsonen 2009-10 blev eliteholdet rekonstrueret under navnet Hvidovre Ligahockey, som blev slået ud i kvartfinalen af AaB Ishockey med 4-1 i kampe. I 2010-11 blev Hvidovre Ligahockey igen slået ud i kvartfinalespillet, som denne sæson dog kun omfattede AL-Bank Ligaens seks bedste hold.
I 2011 gik klubben sammen med Gladsaxe Ishockey og KSF om en fælles københavnsk elitesatsning under navnet Copenhagen Hockey med hjemmebane i Frihedens Idrætscenter. Holdet opnåede to sæsoner i AL-Bank Ligaen, hvor det i begge tilfælde sluttede sidst.
I 2017 startede klubben endnu en elitesatsning på liganiveau, da klubben opnåede licens til Metal Ligaen med et hold under navnet Hvidovre Fighters. Holdet sluttede debutsæsonen 2017-18 på sidstepladsen i ligaen, og måtte i løbet af sæsonen bl.a. bede Hvidovre Kommune om et forskud på den kommende sæsons støtte. Holdets økonomiske kvaler fortsatte den kommende sæson, hvor den på trods af fremgang i de sportslige resultater den 4. december 2018 måtte kaste håndklædet i ringen og indstille driften af holdet, bl.a. fordi en hovedsponsor trak tilsagnet som sponsorstøtte tilbage.

### Kvinder
Hvidovre IK's kvindehold etablerede sig i slutningen af 2000'erne blandt de bedste hold i Danmark, og har i sæsonerne fra 2007-08 til 2020-21 vundet DM-medaljer hver eneste færdigspillet sæson, og i perioden 2009-21 var DM-finalen for kvinder hvert år et opgør mellem Hvidovre IK og naboklubben Herlev IK.
Fra 2021 nedlagde Herlev IK sit elitekvindehold, og Rødovre Mighty Bulls Q overtog derfor pladsen som HvIK's største rival om DM-guldet. I 2022 og 2023 løb Rødovre-kvinderne med danmarksmesterskabet for næste af Hvidovre, der imidlertid fik revanche ved at besejre lokalrivalerne med 2-1 i kampe i finaleserien i 2024.
Ni gange er det lykkedes for Hvidovre-kvinderne at vinde DM-titlen for kvinder: 2011-12, 2012-13, 2014-15,  2015-16, 2016-17, 2017-18, 2018-19, 2020-21 og 2023-24.
Hvidovre IK's kvindehold har desuden siden 2015 også deltaget i den svenske ligas næstbedste række, DamEttan, og fra sæsonen 2017-18 supplerede holdet sin deltagelse i det danske mesterskab og den svenske liga med spil i den østrigsbaserede European Women's Hockey League. I sæsonen 2019-20 var det et forstærket Hvidovre-hold suppleret med spillere fra de øvrige danske klubber, det stillede op i EWHL under navnet Hvidovre Selects.

#### DM i ishockey for kvinder
- Guld (9): 2011-12, 2012-13, 2014-15, 2015-16, 2016-17, 2017-18, 2018-19, 2020-21, 2023-24
- Sølv (6): 2008-09, 2009-10, 2010-11, 2013-14, 2021-22, 2022-23
- Bronze (1): 2007-08